# Duszowa
Duszowa – niewielka polana w Pieninach Czorsztyńskich. Znajduje się na ich północnym stoku opadającym do doliny Głębokiego i sąsiadująca z również niewielką polaną Podstosie. Pod względem administracyjnym polana znajduje się w obrębie wsi Sromowce Wyżne w województwie małopolskim, w powiecie nowotarskim, w gminie Czorsztyn.
Polana położona jest na wysokości około 610–700 m, znajduje się w obrębie Pienińskiego Parku Narodowego, ale jest własnością prywatną. Pienińskie łąki są cenne przyrodniczo; są siedliskiem wielu gatunków roślin, grzybów i zwierząt, w tym wielu rzadkich i ginących. Część z nich, mimo że znajduje się na terenie parku narodowego, jest własnością prywatną. Ich właścicielom nie opłaca się ich już kosić, wskutek czego zarastają chaszczami i lasem. Doprowadza to ginięcia roślin i zwierząt, dla których łąki są właściwym siedliskiem i do zmniejszenia bioróżnorodności. Dyrekcja parku stara się wykupywać te tereny.